# Uistiti żółtogłowa
Uistiti żółtogłowa (Callithrix flaviceps) – gatunek ssaka naczelnego z rodziny pazurkowcowatych (Callithridae). Endemit Brazylii; krytycznie zagrożony wyginięciem.

## Taksonomia
Gatunek opisał po raz pierwszy zgodnie z zasadami nazewnictwa binominalnego angielski zoolog Oldfield Thomas nadając mu nazwę Hapale flaviceps. Miejsce typowe to Engenheiro Rive (około 20°S 41°W/-20,000000 -41,000000), gmina Alegre, południowo-zachodnie Espírito Santo, Brazylia. Holotyp to skóra i czaszka dorosłej samicy (sygnatura BMNH 1903.9.4.27) ze zbiorów Muzeum Historii Naturalnej w Londynie; okaz zebrany 11 lutego 1903 roku przez Alphonse’a Roberta.
Ze względu na to że Callithrix flaviceps i C. aurita są ze sobą blisko spokrewnione (istnieją duże podobieństwa w morfologii zębów, zachowaniu, kolorze futra (niemowlęta mają praktycznie identyczny wygląd) i długich nawoływaniach) to niektórzy autorzy uważają, że lepiej będzie uwzględnić C. flaviceps jako podgatunek C. aurita. Gatunek ten czasem krzyżuje się z C. aurita (na obszarze Minas Gerais) i z C. geoffroii (na terenie Espírito Santo). 
Autorzy Illustrated Checklist of the Mammals of the World uznają ten gatunek za monotypowyref name=":O" />. 

## Występowanie
Te drobne naczelne występują endemicznie w południowo-wschodniej Brazylii, na niewielkich obszarach leśnych w obrębie stanów: Espírito Santo, Minas Gerais i skrajnie północnego Rio de Janeiro. Widywana od 400 m n.p.m.

## Morfologia
Długość ciała (bez ogona) 22–25 cm, długość ogona 30–35 cm; masa ciała około 400 g. Ma wygląd typowy dla innych małp Nowego Świata. Mają ciemne ubarwienie, futro ciemniejsze jest na wierzchu ciała. Od innych uistiti różnią się białawo-żółtymi strzępkami sierści, okalającymi jej uszy. Głowa jest ogólnie złocisto-kremowa, poza okolicami nosa i oczu. Ma także duży, puszysty ogon. Ma ostre zęby i małe pazurki na palcach.

## Ekologia i zachowanie

### Tryb życia i środowisko
Zwierzęta te występują w małych stadach, z przewagą samic i jedną (dominującą) samicą wydającą na świat potomstwo. Małpy są aktywne w ciągu dnia. Występują w lasach tropikalnych, nienaruszonych przez człowieka.
Małpy te w trakcie zaobserwowania zagrożenia wydają głośne piski i gwizdy. Wysyłają także sygnały chemiczne. Są małe i bardzo szybkie oraz zwinne. Mimo to są często prześladowane przez ptaki szponiaste, oceloty, tukany i duże węże.

### Odżywianie się
Są wszystkożerne, odżywiają przede wszystkim owocami, owadami, sokiem roślin (pozyskiwanym z ich łodyg), nasionami, nektarem i kwiatami, jajami i pisklętami.
Gatunek ten jest także mykofagiem. Jest to bardzo rzadkie zachowanie u naczelnych i zostało ono udokumentowane tylko u pięciu gatunków pazurkowcowatych. W 2008 roku badania z obszaru rezerwatu Augusto Ruschi wykazały, że dieta uistiti żółtogłowej składa się w 64% z grzybów. Małpki zbierały grzyby (rodzaj Mycocitrus) z pędów bambusa z rodzaju Merostachys. Grzyby zjadane przez C. flaviceps zastępują soki roślin i włókno roślinne.

### Rozród
Podobnie jak w przypadku innych pazurkowców, uistiti żółtogłowe są monogamiczne. Ciąża trwa 140–150 dni i samica rodzi zwykle 2 młode. Samice potrafią dawać mioty trzy razy w ciągu roku. Następnie młodymi opiekują się wszyscy członkowie stada, aż do samodzielności młodych.

## Status
Międzynarodowa Unia Ochrony Przyrody (IUCN) uznaje Callithrix flaviceps za gatunek krytycznie zagrożony (CR – ang. critically endangered). Liczebność populacji szacowana jest na 2000–2500 dorosłych osobników, a jej trend uznawany jest za spadkowy. 